# Joyce Cousseins-Smith
Joyce Cousseins-Smith, née le 31 décembre 1988 à Sète (Hérault), est une joueuse française de basket-ball évoluant au poste de meneuse à Rheinland Lions, Allemagne.

## Biographie
Malgré son patronyme anglo-saxon, Joyce Cousseins-Smith est bien française : « ma mère est d’origine anglo-saxonne et si mon père est né au Sénégal, je suis bien française, originaire du sud de la France. Je suis née à Sète et j’ai toute ma famille à Agde dans l’Hérault » ». 
Et pour pousser encore un peu le parallèle, contrairement à la plupart des jeunes joueuses pro, elle n'est pas passée par la case INSEP.
Formée par le blma de 2000 à 2006, et après être passée par les clubs d'union lyon basket et pays d'aix basket, ce sera avec cob calais, en 2008 qu’elle fera ses vrais débuts en Ligue féminine.
Sollicitée par Laurent Buffard, elle signe ensuite pour deux saisons à Nantes rezé basket, mais n'y reste qu'un an avant de rejoindre Arras basket feminin (vainqueur de la coupe de France en 2012).
Elle signe en 2012 à Tarbes basket feminin où elle restera jusqu’en 2015.
Riche de ces expériences en LFB et Eurocup, elle poursuit sa carrière en signant deux ans à Saint-Amand Hainaut ou elle termine troisième meilleure passeuse de la saison (à 8,6 points à 40,8% de réussite aux tirs, 3,1 rebonds et 5 passes décisives pour 10,7 d'évaluation de moyenne en 2016-2017).
Elle rejoint ensuite pour une année Villeneuve-d'Ascq en tant que joker médical avant d'être prolongée jusqu'à la fin de la saison. Elle y a découvert l’Euroligue, participant à huit matches parmi lesquels elle a signé notamment de belles prestations contre Galatasaray (12 points, 7 pds, 6 rbds), Prague, et Kursk.
Elle évolue à Landerneau Bretagne Basket en 2018-2019 pour une saison ponctuée de 9,4 points et 4,4 passes décisives. Quittant le basket-ball à l'été 2019 pour ouvrir une maison d'hôtes au Portugal, elle reprend la compétition fin novembre 2019 en Espagne avec le club basque d'IDK Gipuzkoa.
En 2021, elle rejoint la première division allemande, la Toyota Bundesliga. Après une saison réussie, Joyce prolonge son contrat en Rhénanie avec les Rheinland Lions.
Le club rencontre des difficultés financières et ne peut poursuivre la saison. 
JCS porte à présent les couleurs des Gisa Lions, et a signé un contrat jusqu'à 2024.

## Clubs
| Saisons    | Équipe                                                         | Pays      |
| 1999-2000  | Agde                                                           | France    |
| 2000-2006  | Basket Lattes Montpellier Agglomération                        | France    |
| 2006-2007  | Union Lyon Basket Féminin (NF 1)                               | France    |
| 2007-2008  | Pays d'Aix Basket 13                                           | France    |
| 2008-2010  | COB Calais                                                     | France    |
| 2010- 2011 | Nantes-Rezé                                                    | France    |
| 2011-2012  | Arras Pays d'Artois Basket Féminin                             | France    |
| 2012-2015  | Tarbes Gespe Bigorre                                           | France    |
| 2015-2017  | Saint-Amand Hainaut Basket                                     | France    |
| 2017-2017  | Cavigal Nice Basket 06                                         | France    |
| 2017-2018  | Entente sportive Basket de Villeneuve-d'Ascq - Lille Métropole | France    |
| 2018-2019  | Landerneau Bretagne Basket                                     | France    |
| 2019-2021  | IDK Gipuzkoa                                                   | Espagne   |
| 2022       | Rheinland Lions                                                | Allemagne |
| 2023       | GISA LIONS MBC                                                 | Allemagne |

## Palmarès

### Jeune
- Équipe de France U16 - Championnat d'Europe Turin (Italie)

### Club
- Challenge round 2010, 2013, 2015[11]
- Vainqueur du Challenge Round 2011[12], 2013[13] et 2015
- Vainqueur de la Coupe de France: 2012
- Champion Saison régulière 2022 Bundesliga
- Vice Champion d'Allemagne 2022
- Pokal 3e place 2022